# Backhouse Mike
Michael Thomas Corcoran (Malibú, California; 9 de diciembre de 1972), también conocido como Backhouse Mike, es un músico, cantante, cantautor, compositor, diseñador de sonido, arreglista, orquestador y productor discográfico que formó a finales de los años 90, junto con CJ Abraham, una composición y la producción de la asociación Backhouse Mike & The Super Chris.
Empezó de forma individual con comerciales y proyectos de diseño de sonido, y aún sigue componiendo música para comerciales de televisión y cine. Y luego comenzó a coescribir y coproducir con Drake Bell, incluyendo su primer y segundo álbum. Backhouse Mike también escribió la canción de los créditos finales de la película Superhero Movie con Drake Bell.
Backhouse Mike estuvo en la banda de Drake Bell, quien ha aparecido en la televisión en Regis and Kelly, Fox's New Years Celebration, Late Night with Conan O' Brien, y en el DVD, In Concert In Auditorio Nacional (Universal Motown Records Group) filmado en vivo durante varios shows agotados de Drake en México, incluyendo el Auditorio Nacional. Abandonó la banda en mayo de 2010.
Backhouse Mike también organizó la sección de viento con Zack Hexum para estos conciertos en México, como se indica en los créditos de In Concert In Auditorio Nacional DVD.
Además de su trabajo con Drake Bell, Mike ha compuesto y se anotó en más de 150 episodios de programación de Nickelodeon, incluyendo: Drake y Josh, Zoey 101, iCarly, Victorious incluso escribió los temas para iCarly (con Drake Bell), Merry Christmas, Drake & Josh, Drake & Josh Go Hollywood, Victorious (con el Dr. Luke), The Troop (escrito y producido por Backhouse Mike & The Super Chris) y Sam & Cat.
Backhouse también ayudó a puntuar y a componer la música para el comercial "Twalkin".
Además de trabajar con Drake Bell y para televisión, cine y comerciales; Backhouse Mike & The Super Chris han colaborado con: Victoria Justice, Dr. Luke, Nick Hexum, Cyndi Almouzni, Alyssa Griffith, Alyssa Suede, Max Gomez, Electrolightz, The Record Life, Mavin, Zack Hexum, The Deserters, Miranda Cosgrove y Taylor Momsen. Uno de los grandes momentos de Backhouse Mike fue cuando el estudio contó con uno de los genios más prominentes de la música pop, Brian Wilson de The Beach Boys, para el mix de su versión 2009 de That Lucky Old Sun (Capitol Records).

## Vida personal
El 8 de agosto de 2020, contrajo matrimonio con la actriz Elizabeth Gillies, en una ceremonia privada en una granja de Nueva Jersey.

## Discografía

### Discografía en Producción

#### Álbumes
- Varios Artistas - Drake & Josh (2005)
- Drake Bell - Telegraph (2005)
- Drake Bell - It's Only Time (2006)
- Varios Artistas - iCarly (2008)
- Zoey 101 - Episodio Chasing Zoey (2007)
- Victorious - Jade Gets Crushed y Begging On Your Knees (2011)

#### Canciones
- Drake Bell - "I Found A Way" (2005)
- Jamie Lynn Spears - "Follow Me" (2006)
- Miranda Cosgrove ft. Drake Bell - "Leave It All To Me" (2007)
- Victoria Justice ft. Victorious Cast - "Make It Shine" (2010)
- Miranda Cosgrove & Victoria Justice ft. iCarly & Victorious Cast - "Leave It All To Shine" (2011)
- "Just Fine" - Sam & Cat (2013)
- "Slow Motion" - Henry Danger (2014)